# Regn i gryningen
Regn i gryningen är en roman av Eyvind Johnson utgiven 1933.

## Handling
Huvudpersonen Henrik Fax bryter upp från sin familj och den medelklasstillvaro i staden som han tidigare eftersträvat för att flytta tillbaka till sin barndoms landsbygd. I sin ensamhet försöker han finna sanningen om sitt liv och möter så småningom Karin som han har en kärlekshistoria med.

## Utgåvor
- Regn i gryningen, Bonniers 1933 Libris
- Regn i gryningen, Bonniers 1950 Libris